# Махачкалинские бродяги
«Махачкалинские бродяги» — команда КВН Дагестанского государственного университета, чемпион Высшей лиги 1996 года. Одна из самых титулованных команд КВН.

## История
Команду «Махачкалинские бродяги» создали в 1992 году выпускник факультета истории ДагГУ Шабан Муслимов и Андрей Галанов, который в то время возглавлял штаб народного депутата Мурада Заргишиева. После встречи в Москве с Александром Масляковым и Михаилом Марфиным, команда была приглашена на фестиваль «КиВиН 1993» в Воронеже. Там команда выступила на гала-концерте, получила свой первый телеэфир на ОРТ, и была записана в первый сезон Первой лиги КВН. По итогам фестиваля «КиВиН 1994» в Сочи «Бродяги» попадают в Высшую лигу, где доходят до четвертьфинала. Сезон 1995 года заканчивается для дагестанской команды так же, однако в декабре команду приглашают принять участие в первом фестивале «Голосящий КиВиН», на котором «Бродяги» выигрывают главную награду — «КиВиНа в золотом». Сезон 1996 года махачкалинцы начинают с третьего проходного места в 1/8-й финала, уступив два первых места командам БГУ и СПбУЭиФ. Начиная с четвертьфинального этапа, «Бродяги» занимают первые места во всех играх, начиная с победы над БГУ и проходом в полуфинал, продолжая вторым «КиВиНом в золотом» на фестивале «Голосящий КиВиН», победой над «Новыми армянами» в полуфинале, и в итоге чемпионством в финальной игре, где соперниками вновь оказались минчане. В 1997 году «Махачкалинские бродяги» добавляют в список наград Летний кубок (победа над командой ХАИ) и Кубок Москвы, приуроченный к 850-летию города.
«Махачкалинские бродяги» появлялись в играх Высшей лиги и после окончания активной КВНовской деятельности. Уже в 1998 году они приняли участие во втором Кубке Москвы, на этот раз в качестве гостей игры. В 2000 году команда была приглашена в «Турнир Десяти», который проводился в рамках сезона Высшей лиги 2000. В полуфинальной игре махачкалинцы обыграли чемпионов 1997 года, команду «Запорожье — Кривой Рог — Транзит», и прошли в финал, где оказались единственной российской командой. Какое место заняли «Бродяги» в финале Турнира, неизвестно, поскольку был объявлен только победитель, коим оказалась команда «Парни из Баку». В XXI веке «Махачкалинские бродяги» принимали участие в фестивале «Голосящий КиВиН» 2011, на который, в связи с 50-летием Клуба Весёлых и Находчивых, были приглашены только команды, выигрывавшие «КиВиНов» на предыдущих фестивалях. «Бродяги» не смогли убедить жюри включить их в список шести призёров, но Александр Масляков вручил им «Президентского КиВиНа». В октябре того года в Махачкале состоялся концерт в честь 20-летия команды. В 2016 году команда приняла участие в Спецпроекте, посвящённому 55-летию Клуба, но не завоевала ни одной награды. В том же году «Бродяги» отпраздновали 20-летие своего чемпионства праздничным концертом с участием местных команд КВН. Указом Рамазана Абдулатипова, в то время президента Республики Дагестан, участники команды «Махачкалинские бродяги» были удостоены республиканских наград, в том числе медали «За доблестный труд», Почётной грамоты Республики Дагестан, почётного знака «За любовь к родной земле» и звания «Заслуженный деятель искусств Республики Дагестан».
Участники команды после завершения КВНовской карьеры сняли несколько музыкально-комедийных фильмов под названием «Разные песни по-любому», создали музыкальную группу «Кинса», которая удостаивалась разных наград («Приз зрительских симпатий» на «Голосе Азии», полуфинал конкурса «Новая волна», победа на международном конкурсе молодых эстрадных исполнителей «Янтарная звезда» в Юрмале). Часть игроков команды переехали в Москву, где работают в сфере кино и продюсирования, другие занимаются постановкой концертов в Дагестане, написанием сценариев к сериалам и так далее. Коллективом команды были сняты полнометражные юмористические фильмы: «Разные песни по-любому» в трех частях (1998—2006), «Островок» (2007), серия сезонов скетч-шоу «Горцы от ума» (2008—2014). В 2007 году вместе с командой КВН «Парни из Баку» сняли фильм «Однажды на Кавказе».

## Игроки
- Шабан Муслимов[11] — капитан команды
- Шуми Шабатаев — директор команды
- Андрей Галанов[12] — художественный руководитель команды
- Ванати Алиев[13]
- Карен Мкртчян
- Хаджимурад Набиев[14]
- Халил Мусаев (1974—2022)[15][16]

- Юсуп Омаров[17]
- Ибрагим Магомедов
- Бинке «Беня» Анисимов
- Назим Касимов
- Мирсамед Сеидов
- Абдурахман Шахмилов
- Станислав Мамедов
- Назир Джафаров
- Олег Макаров
- Ратмир Ибрагимов
- Мурад Магомедов
- Карен Айрапетов
- Сергей Аведов
- Рашид Юсупов
- Джамал Атабаев
- Мурад Халилов
- Саид Давдиев
- Азнаур Шахмилов
- Тимур Акавов
- Аслан
 Гусейнов [18]